# یاسوئیچیرو یاماموتو
یاسوئیچیرو یاماموتو (انگلیسی: Yasuichiro Yamamoto؛ زادهٔ ۶ ژانویهٔ ۱۹۶۱) کارگردان فیلم، پویانما، و کارگردان تلویزیونی اهل ژاپن است.